# Шайда Юрій Григорович
Ю́рій Григо́рович Шайда — старший прапорщик, Міністерство внутрішніх справ України.

## Життєпис
Начальник військового наряду — інструктор з водіння роти спеціального призначення, окрема бригада по охороні дипломатичних представництв та консульських закладів іноземних держав.
При виконанні військових обов'язків на протиросійському фронті — механік-водій БТР-80. В одному з боїв під горою Карачун у оточенні опинилася група спецпризначенців Служби Безпеки України. Для розблокування рушив БТР, за кермом сидів старший прапорщик Шайда, бойовій машині під обстрілом з гранатометів вдалося прорватися через два блокпости терористів і дістатись оточених. А забравши на борт співробітників СБУ, Шайда зумів вивести бронетранспортер із тилу проросійських угрупувань до українських позицій. Після того випадку спецназівці СБУ прийшли до Шайди і наполягли, що напишуть на його БТР-і «Ас».
14 липня у складі бригади повернувся до місця дислокування частини із зони ведення бойових дій.
Станом на березень 2017-го — начальник військового наряду (водій), в/ч 2260 НГУ.

## Нагороди
20 червня 2014 року — за особисту мужність і героїзм, виявлені у захисті державного суверенітету та територіальної цілісності України, вірність військовій присязі під час російсько-української війни, відзначений — нагороджений орденом Данила Галицького.